# Liste des membres de l'assemblée nationale de Weimar
Cette page dresse une liste des membres de l’assemblée nationale de Weimar, classée par ordre alphabétique du nom de famille. Les 421 députés, dont 37 femmes, furent élus le 19 janvier 1919 et furent en fonction du 6 février 1919 au 21 mai 1920.

## Résultat des élections du 19 janvier 1919
| Parti                                                         | Votes      | Votes  | Sièges | Sièges |
| Parti                                                         | Nombre     | %      | Nombre | %      |
| ------------------------------------------------------------- | ---------- | ------ | ------ | ------ |
| Parti social-démocrate d’Allemagne (SPD)                      | 11 509 048 | 37,9 % | 163    | 38,7 % |
| Parti allemand du centre (Zentrum ou DZP)                     | 5 980 216  | 19,7 % | 91     | 21,6 % |
| Parti démocrate allemand (DDP)                                | 5 641 825  | 18,6 % | 75     | 17,8 % |
| Parti national du peuple allemand (DNVP)                      | 3 121 479  | 10,3 % | 44     | 10,5 % |
| Parti social-démocrate indépendant d’Allemagne (USPD)         | 2 317 290  | 7,6 %  | 22     | 5,2 %  |
| Parti populaire allemand (DVP)                                | 1 345 638  | 4,4 %  | 19     | 4,5 %  |
| Ligue des paysans de Bavière (BBB)                            | 275 125    | 0,9 %  | 4      | 0,9 %  |
| Parti allemand hanovrien (DHP)                                | 77 226     | 0,3 %  | 1      | 0,2 %  |
| Démocratie ouvrière et paysanne de Schleswig-Holstein (SHBLD) | 57 913     | 0,2 %  | 1      | 0,2 %  |
| Alliance électorale provinciale du Brunswick (BLWV)           | 56 858     | 0,2 %  | 1      | 0,2 %  |

## Bureau
Président de l’Assemblée
- Eduard David (SPD) du 7 au 13 février 1919[6]
- Konstantin Fehrenbach (Zentrum) du 14 février 1919 au 21 mai 1920

Vice-présidents de l’Assemblée
- Hermann Dietrich (DNVP)
- Konstantin Fehrenbach (Zentrum) jusqu’au 13 février 1919
- Conrad Haußmann (DDP)
- Heinrich Schulz (SPD) du 14 février 1919 jusqu’au 14 juillet 1919
- Paul Löbe (SPD) à partir du 15 juillet 1919

## Présidence des groupes
- Groupe du SPD :
  - Hermann Müller
- Groupe du Zentrum :
  - Adolf Gröber, décédé le 19 novembre 1919
  - Karl Trimborn
- Groupe du DDP :
  - Friedrich von Payer jusqu’au 9 juillet 1919
  - Eugen Schiffer à partir du 9 juillet 1919
- Groupe du DNVP:
  - Arthur Graf von Posadowsky-Wehner
- Groupe de l’USPD :
  - Hugo Haase, décédé le 7 novembre 1919
  - Curt Geyer et Alfred Henke à partir du 25 novembre 1919
- Groupe du DVP :
  - Rudolf Heinze

- Haut – A
- B
- C
- D
- E
- F
- G
- H
- I
- J
- K
- L
- M
- N
- O
- P
- Q
- R
- S
- T
- U
- V
- W
- X
- Y
- Z

## A
- Bruno Ablaß (1866-1942), DDP
- Karl Aderhold (1884-1921), USPD, entré en fonction le 1er mars 1919 en remplacement d’August Merges
- Lore Agnes (1876-1953), USPD
- Joseph Allekotte (1867-1944), Zentrum
- Ludwig Alpers (1866-1959), DHP
- Josef Andre (1879-1950), Zentrum
- Albert Arnstadt (1862-1947), DNVP
- Julius Aßmann (1868-1939), DVP
- Jacob Astor (1867-1938), Zentrum
- Erhard Auer (1874-1945), SPD

## B
- Benedikt Bachmeier (1887-1970), BBB, entré en fonction le 24 février 1919 en remplacement de Wilhelm Männer
- Paul Bader (1865-1945), SPD
- Max Baerecke (1873-1960), DNVP
- Moritz Baerwald (1860-1919), DDP, décédé le 26 décembre 1919
- Max Bahr (1848-1930), DDP
- Franz Bartschat (1872-1952), DDP
- August Baudert (1860-1942), SPD
- Gustav Bauer (1870-1944), SPD
- Marie Baum (1874-1964), DDP
- Eduard Baumer (1876-1939), BVP, entré en fonction le 26 février 1920 en remplacement d’Eugen Taucher
- Gertrud Bäumer (1873-1954), DDP
- Johannes Becker (1875-1955), Zentrum
- Johann Becker (1869-1951), DVP
- Josef Becker (1875-1937), Zentrum
- Roman Becker (1879-1949),  SPD
- Margarete Behm (1860-1929), DNVP
- Marie Behncke (1880-1944), SPD, entrée en fonction le 7 août 1919 en remplacement d’August Jordan
- Franz Behrens (1872-1943), DNVP
- Hermann Beims (1863-1931), SPD
- Johannes Bell (1868-1949), Zentrum
- Ferdinand Bender (1870-1939), SPD
- Theodor Bergmann (1868-1948), Zentrum
- Karl Bethke (1878-1929), SPD, entré en fonction le 12 mai 1919 en remplacement de Wilhelm Buck
- August Beuermann (1867-1930), DVP
- Konrad Beyerle (1872-1933), Zentrum, puis BVP à partir du 6 janvier 1920
- Anton Bias (1876-1945), SPD
- Franz Biener (1866-1940), DNVP
- Albert Billian (1876-1954), SPD, entré en fonction le 13 janvier 1920 en remplacement d’Heinrich Kürbis
- Joseph Bitta (1856-1932), Zentrum
- Jakob Binder (1866-1932), SPD
- Lorenz Blank (1862-1922), Zentrum
- Anna Blos (1866-1933), SPD
- Johannes Blum (1857-1946), Zentrum
- Andreas Blunck (1871-1933), DDP
- Wilhelm Bock (1846-1931), USPD
- Karl Böhme (1877-1940), DDP
- Wilhelm Böhmert (1866-1946), DDP
- Friedrich Börschmann (1870-??), SPD
- Minna Bollmann (1876-1935), SPD
- Eugen Bolz (1881-1945), Zentrum
- Otto Brass (1875-1950), USPD
- Otto Braun (1872-1955), SPD
- Adolf Braun (1862-1929), SPD
- Heinrich Brauns (1868-1939), Zentrum
- Otto von Brentano di Tremezzo (1855-1927), Zentrum
- August Brey (1864-1937), SPD
- Alfred Brodauf (1871-1946), DDP
- Elisabeth Brönner (1880-1950), DDP
- Arno Bruchhardt (1883-??), USPD
- Hermann Bruckhoff (1874-1956), DDP
- Paul Brühl (1876-1950), USPD
- Friedrich Brühne (1855-1928), SPD
- Wilhelm Bruhn (1869-1951), DNVP
- Wilhelm Buck (1869-1945), SPD, jusqu’au 11 avril 1919
- Ewald Budde (1873-1966), SPD
- Michael Burgau (1878-1949), SPD
- Eduard Burlage (1857-1921), Zentrum

## C
- Oskar Cohn (1869-1934), USPD
- Hermann Colshorn (1853-1931), DHP [7]

## D
- Eduard David (1863-1930), SPD
- Georg Davidsohn (1872-1942), SPD
- Kurt Deglerk (1879-??), DNVP
- Karl Deichmann (1863-1940), SPD
- Clemens von Delbrück (1856-1921), DNVP
- Carl Delius (1874-1953), DDP
- Bernhard Dernburg (1865-1937), DDP
- Hermann Dietrich (1879-1954), DDP, jusqu’au 12 avril 1919
- Hermann Dietrich (1856-1930), DNVP
- Karl Dietrich (1873-1953), SPD
- Carl Diez (1877-1969), Zentrum
- Theodor Dirr (1857-1931), BBB
- Wilhelm Dittmann (1874-1954), USPD
- Alexander Graf zu Dohna (1876-1944), DVP
- Hedwig Dransfeld (1871-1925), Zentrum
- Ernst Dröner (1879-1951), SPD
- Adelbert Düringer (1855-1924), DNVP
- Wilhelm Dusche (1863-1947), DVP
- Bernhard Düwell (1891-??), USPD

## E
- Friedrich Ebert (1871-1925), SPD, jusqu’au 11 février 1919
- Franz Ehrhardt (1880-1956), Zentrum
- Emil Eichhorn (1863-1925), USPD
- Wilhelmine Eichler (1872-1937), SPD
- Georg Eisenberger (1863-1945), BBB
- Hermann Eger (1877-1944), Zentrum, entré en fonction le 19 novembre 1919 en remplacement d’Adolf Gröber
- Elise Ekke (1877-1957), DDP
- Paul Ende (1874-1957), DDP, entré en fonction le 22 juin 1919 en remplacement d’Oskar Günther
- Fritz Endres (1877-1963), SPD
- Emil Engelhard (1854-1920), DDP, jusqu’au 3 octobre 1919
- Anton Erkelenz (1878-1945), DDP
- Eugen Ernst (1864-1959), SPD
- Joseph Ersing (1882-1956), Zentrum
- Matthias Erzberger (1875-1921), Zentrum

## F
- Bernhard Falk (1867-1944), DDP
- Wilhelm Farwick (1863-1941), Zentrum
- Konstantin Fehrenbach (1852-1926), Zentrum
- Jan Fegter (1852-1931), DDP, entré en fonction le 20 novembre 1919 en remplacement de Theodor Tantzen
- Franz Feldmann (1868-1937), SPD
- Otto Fischbeck (1865-1939), DDP
- Richard Fischer (1855-1926), SPD
- Gustav Fischer (1866-1925), SPD
- Paul Fleischer (1874-1960), Zentrum
- Wilhelm Frank (1872-1948), Zentrum, entré en fonction le 9 mars 1920 en remplacement de Richard Müller
- Richard Franke (1860-1927), DDP
- Wilhelm Frerker (1859-1945), Zentrum
- Karl Frohme (1850-1933), SPD

## G
- Karl Gandorfer (1875-1932), BBB
- Karl Gebhart (1859-1921), indépendant apparenté DVP
- Oskar Geck (1867-1928), SPD
- Julius Gehl (1869-1945), SPD
- Liborius Gerstenberger (1864-1925), Zentrum, puis BVP à partir du 9 janvier 1920
- Dr. Curt Geyer (1891-1967), SPD
- Friedrich August Geyer (1858-1937), USPD
- Carl Giebel (1878-1930), SPD
- Anna von Gierke (1874-1943), DVP
- Johannes Giesberts (1865-1938), Zentrum
- Anton Gilsing (1875-1946), Zentrum
- Emil Girbig (1866-1928), SPD
- Wilhelm Gleichauf (1855-1923), DDP
- Heinrich Gölzer (1868-1942), SPD
- Georg Gothein (1857-1940), DDP
- Georg Gradnauer (1866-1946), SPD, jusqu’au 10 avril 1919
- Albrecht von Graefe (1868-1933), DNVP
- Adolf Gröber (1854-1919), Zentrum, décédé le 19 novembre 1919
- Martin Gruber (1866-1936), SPD
- Helene Grüneberg (1874-1928), USPD, entrée en fonction le 21 novembre 1919 en remplacement de Josef Simon
- Wilhelm Grünewald (1859-1925), DDP
- August Grunau (1881-1931), Zentrum
- Oskar Günther (1861-1945), DDP, jusqu’au 1er juin 1919

## H
- Magnus Haack (1869-1931), SPD, jusqu’au 19 août 1919
- Ludwig Haas (1875-1930), DDP
- Hugo Haase (1863-1919), USPD, décédé le 7 novembre 1919
- August Josef Hagemann (1875-1950), Zentrum
- August Hampe (1866-1945), BLWV[8], apparenté DNVP
- Heinrich Hansmann (1861-1932), SPD
- Gustav Hartmann (1861-????), DDP
- Rudolf Hartmann (1856-????), DNVP
- Ludwig Hasenzahl (1876-1950), SPD
- Frieda Hauke (1890-1972), SPD
- Conrad Haußmann (1857-1922), DDP
- Benedikt Hebel (1865-1922), BVP, jusqu’au 24 février 1920
- Werner Heidsieck (1882-1920), DDP, entré en fonction le 17 janvier 1920 en remplacement de Moritz Baerwald
- Wilhelm Heile (1881-1969), DDP
- Georg Heim (1865-1938), Zentrum, puis BVP à partir du 9 janvier 1920
- Hugo Heimann (1859-1951), SPD
- Friedrich Heine (????-????), DNVP
- Wolfgang Heine (1861-1944), SPD
- Rudolf Heinze (1865-1928), DVP
- August Hellmann (1870-1939), SPD
- Alfred Henke (1868-1946), USPD
- Karl Henrich (1864-1928), DDP
- Karl Hense (1871-1946), SPD
- Richard Herbst (1867-????), USPD, entré en fonction le 20 novembre 1919 en remplacement de Hugo Haase
- Karl Hermann (1886-1933), DDP
- Carl Herold (1848-1931), Zentrum
- Alfred Herrmann (1879-1960), DDP
- Hans Herschel (1875-1930), Zentrum
- Fritz Hesse (1881-1973), DDP
- Michael Hierl (1868-1933), SPD
- Karl Hildenbrand (1864-1935), SPD
- Franz Hitze (1851-1921), Zentrum
- Gustav Hoch (1862-1942), SPD
- Else Höfs (1876-1945), SPD
- Otto Hörsing (1874-1937), SPD
- Johannes Hoffmann (1867-1930), SPD
- Hermann Hofmann (1880-1941), Zentrum, puis BVP à partir du 9 janvier 1920
- Arthur Hofmann (1863-1944), SPD
- Peter Holl (1860-1925), SPD
- Franz Holzapfel (1870-1954), SPD, entré en fonction le 30 septembre 1919 en remplacement de Magnus Haack
- Otto Hue (1868-1922), SPD
- Anna Hübler (1876-1923), USPD
- Paul Hug (1857-1934), SPD, jusqu’au 22 mai 1919
- Alfred Hugenberg (1865-1951), DNVP
- Otto Hugo (1878-1942), DVP

## I
- Heinrich Imbusch (1878-1945), Zentrum
- Martin Irl (1859-1953), Zentrum, puis BVP à partir du 9 janvier 1920

## J
- Heinrich Jäcker (1869-1949), SPD
- Willy Jandrey (1877-1945), DNVP
- Alfred Janschek (1874-1955), SPD
- Victor Jantzen (1875-1956), SPD
- Heinrich Jasper (1875-1945), SPD
- Josef Jaud (1878-1922), Zentrum, ab 9. Januar 1920 BVP
- Philipp Johannsen (1864-1937), SHBLD, apparenté DDP, entré en fonction le 1er janvier 1919 en remplacement de Detlef Thomsen
- Josef Joos (1878-1965), Zentrum
- August Jordan (1872-1935), SPD, entré en fonction le 22 mai 1919 en remplacement de Paul Hug, jusqu’au 5 juillet 1919
- Marie Juchacz (1879-1956), SPD
- Max Jungnickel (1868-1932), SPD

## K
- Ludwig Kaas (1881-1952), Zentrum
- Wilhelm Kahl (1849-1932), DVP
- Wilhelmine Kähler (1864-1941), SPD
- Hermann Kahmann (1881-1943), SPD
- Franz Kaufmann (1876-??)
- Hermann Käppler (1863-1926), SPD
- Simon Katzenstein (1868-1945), SPD
- Wilhelm Keil (1870-1968), SPD
- Adolf Kempkes (1871-1931), DVP
- Gottlieb Kenngott (1862-1945), SPD
- Andreas Kerschbaum (1874-1933), DVP
- Katharina Kloss (1867-1945), DDP
- Friedrich Knollmann (1880-1920), DNVP, décédé le 16 avril 1920
- Erich Koch (1875-1944), DDP
- Wilhelm Koch (1877-1950), DNVP
- Christian Koch (de) (1878-1955), DDP
- William Karl Koch (1849-1921), DDP
- Johann Koch (1873-1937), Zentrum
- Franz Heinrich Költzsch (1861-1927), DNVP
- Wilhelm Koenen (1886-1963), USPD
- Max König (1868-1941), SPD
- Alwin Körsten (1856-1924), SPD
- Bartholomäus Koßmann (1883-1952), Zentrum
- Theodor Kotzur (1883-1953), SPD
- Hermann Krätzig (1871-1954), SPD
- Wilhelm Kröger (1873-1932), SPD, entré en fonction le 25 juillet 1919 en remplacement de Franz Starosson
- Heinrich Kraut (1857-1935), DNVP
- Karl Kreft (1879-1932), DNVP
- Franz Kreutz (1869-1939), Zentrum
- Peter Kronen (1881-1960), SPD
- Hans Krüger (1884-1933), SPD
- Franz Krüger (1887-1924), SPD
- Josef Kubetzko (1875-1938), Zentrum, jusqu’au 12 juillet 1919[9]
- Wilhelm Külz (1875-1948), DDP, entré en fonction le 20 janvier 1920 en remplacement d’Emil Nitzschke
- Bernhard Kuhnt (1876-1946), USPD
- Fritz Kunert (1850-1931), USPD
- Heinrich Kürbis (1873-1951), SPD, jusqu’au 2 décembre 1919
- Alexander Kuntze (1861-1939), SPD
- Bruno Kurowski (1879-??), Zentrum
- Hedwig Kurt (1877-??), SPD, entrée en fonction le 10 avril 1919 en remplacement de Georg Gradnauer

## L
- Otto Landsberg (1869-1957), SPD
- Christian Ritter von Langheinrich (1870-1950), DDP, jusqu’au 21 avril 1919
- Heinrich Langwost (1874-1944), DHP [7]
- Wilhelm Lattmann (1864-1935), DNVP, entré en fonction le 24. Oktober 1919 en remplacement de Karl Veidt
- Gustav Laukant (1869-1938), USPD
- Wilhelm Laverrenz (1879-1955), DNVP
- Peter Legendre (1866-1924), Zentrum
- Carl Legien (1861-1920), SPD
- Johann Leicht (1868-1940), Zentrum, ab Januar 1919 BVP
- Gottfried Leiser (1853-1922), DDP, entré en fonction le 24 octobre 1919 en remplacement d’Emil Engelhard
- Felix Lensing (1859-1924), Zentrum
- Friedrich Lesche (1863-1933), SPD
- Hans Liebig (1878-1968), SPD
- Julius Lippmann (1864-1934), DDP
- Paul Lockenvitz (1876-1961), DDP
- Paul Löbe (1875-1967), SPD
- Gertrud Lodahl (1878-??), SPD, entrée en fonction le 12 février 1919 en remplacement de Paul Stössel
- Heinrich Löffler (1879-1949), SPD
- Josef Lübbring (1876-1931), SPD
- Marie Elisabeth Lüders (1878-1966), DDP, entrée en fonction le 24 août 1919 en remplacement de Friedrich Naumann
- Frieda Lührs (1868-1941), SPD
- August Lüttich (1873-??), SPD
- Friedrich Max Ludewig (1852-1920), DDP
- Hermann Luppe (1874-1945), DDP
- Ernestine Lutze (1873-1948), SPD

## M
- Gustav Malkewitz (1861-1924), DNVP
- Wilhelm Männer (1870-1923), BBB, jusqu’en février 1919
- Oskar Maretzky (1881-1945), DVP
- Wilhelm Marx (1863-1964), Zentrum
- Georg Mauerer (1868-1957), SPD, entré en fonction le 2 février 1919 en remplacement d’Alwin Sänger
- Joseph Mausbach (1861-1931), Zentrum
- Wilhelm Maxen (1867-1946), Zentrum
- Wilhelm Mayer (1874-1923), Zentrum, puis BVP à partir du 9 janvier 1920, jusqu’au 17 février 1920
- Jean Meerfeld (1871-1956), SPD
- Richard Meier (1878-1933), SPD
- Christian Meisner (1868-1944), DDP, entré en fonction en mai 1919 en remplacement de Christian Ritter von Langheinrich
- Clara Mende (1869-1947), DVP
- Wilhelm Merck (1867-1929), BVP, entré en fonction en février 1920 en remplacement de Benedikt Hebel
- August Merges (1870-1945), USPD, jusqu’au 28 février 1919
- Peter Michelsen (1866-1936), SPD
- Fritz Mittelmann (1886-1932), DVP
- Hermann Molkenbuhr (1851-1927), SPD
- Otto Most (1881-1971), DVP
- Hermann Müller (1876-1931), SPD
- Richard Müller (1851-1931), Zentrum, jusqu’au 31 janvier 1920
- Hermann Müller (1868-1932), SPD
- Reinhard Mumm (1873-1932), DNVP

## N
- Josef Nacken (1860-1922), Zentrum
- Friedrich Naumann (1860-1919), DDP, décédé le 24 août 1919
- Agnes Neuhaus (1854-1944), Zentrum
- Adolf Neumann-Hofer (1867-1925), DDP
- Matthias Neyses (1872-1946), Zentrum
- Emil Nitzschke (1870-1921), DDP, jusqu’au 20 janvier 1920
- Ferdinand Noske (1857-??), DNVP
- Gustav Noske (1868-1946), SPD
- Otto Nuschke (1883-1957), DDP

## O
- Ernst Oberfohren (1881-1933), DNVP
- Karl Obermeyer (1874-1955), SPD
- Richard Oertel (1860-1932), DVP
- Wilhelm Ohler (1870-1948), DNVP
- Karl Okonsky (1880-??), SPD, entré en fonction en juillet 1919 en remplacement de Josef Kubetzko
- Karl Ollmert (1874-1965), Zentrum
- Nikolaus Osterroth (1875-1933), SPD
- Waldemar Otte (1879-1940), Zentrum

## P
- Hermann Pachnicke (1857-1935), DDP
- Johann Panzer (1875-1950), SPD
- Richard Partzsch (1881-1953), SPD, entré en fonction le 3 janvier 1920 en remplacement d’August Winnig
- Friedrich von Payer (1847-1931), DDP
- Carl Petersen (1868-1933), DDP
- Wilhelm Pfannkuch (de) (1841-1923), SPD
- Maximilian Pfeiffer (1875-1926), Zentrum
- Antonie Pfülf (1877-1933), SPD
- Albrecht Philipp (1883-1962), DNVP
- Otto Pick (1882-1945), DDP
- Karl Pinkau (1859-1922), SPD
- Alexander Pohlmann (1865-1952), DDP
- Franz Pokorny (1874-1923), SPD
- Arthur Graf von Posadowsky-Wehner (1845-1932), DNVP
- Alois Puschmann (1882-1939), Zentrum

## Q
- Max Quarck (1860-1930), SPD
- Ludwig Quessel (1872-1931), SPD
- Ludwig Quidde (1858-1941), DDP

## R
- Fritz Raschig (1863-1928), DDP
- Friedrich Rauch (1859-1948), SPD
- Gustav Raute (1859-1946), USPD
- Walter Reek (1878-1933), SPD
- Heinrich Reineke (1868-1945), DVP
- Hermann Paul Reißhaus (1855-1921), SPD
- Johanne Reitze (1878-1949), SPD
- Ernst Remmers (1868-1937), DDP
- Anton Rheinländer (1866-1928), Zentrum
- Adolf Richter (1881-1928), DNVP
- Johann Sophian Christian Richter (1875-1951), Zentrum
- Hartmann Freiherr von Richthofen (1878-1953), DDP
- Lorenz Riedmiller (1880-1960), SPD
- Jakob Riesser (1853-1932), DVP
- Paul Rodemann (1887-1963), SPD
- Kurt Rosenfeld (1877-1943), USPD, entré en fonction le 3 mai 1920 en remplacement d’Emanuel Wurm
- Elisabeth Röhl (1888-1930), SPD
- Paul Röhle (1885-1958), SPD
- Gustav Roesicke (1856-1924), DNVP
- Leopold Rückert (1881-1942), SPD
- Heinrich Runkel (1862-1938), DVP
- Elfriede Ryneck (1872-1951), SPD

## S
- Hermann Sachse (1862-1942), SPD
- Alwin Sänger (1881-1929), SPD, jusqu’au 2 février 1919
- Robert Sagawe (1876-1943), Zentrum
- Albert Salm (1882-1950), SPD
- Ernst Schädlich (1884-1949), SPD
- Valentin Schäfer (1882-1938), SPD
- Josef Schefbeck (1859-1946), Zentrum
- Philipp Scheidemann (1865-1939), SPD
- Martin Schiele (1870-1939), DNVP
- Eugen Schiffer (1860-1954), DDP
- Karl Matthias Schiffer (1869-1930), Zentrum, jusqu’au 24 septembre 1919
- Joseph Schilgen (1887-1955), Zentrum, entré en fonction le 24 septembre 1919 en remplacement de Karl Matthias Schiffer
- Minna Schilling (1877-1943), SPD
- Carl Schirmer (1864-1942), Zentrum, puis BVP à partir du 9 janvier 1920
- Käthe Schirmacher (1865-1930), DNVP
- Peter Schlack (1875-1957), Zentrum
- Alexander Schlicke (1863-1940), SPD
- Wilhelm Schlüter (1871-1930), SPD
- Robert Schmidt (1864-1943), SPD
- Richard Schmidt (1864-1948), SPD
- Richard Schmidt (1871-1945), SPD
- Wilhelm Schmidthals (1873-1951), DDP
- Adam Josef Schmitt (1855-1928), Zentrum
- Maria Schmitz (1875-1962), Zentrum
- Alexander Schneider (1882-??), Zentrum
- Gustav Schneider (1877-1935), DDP
- Georg Schöpflin (1869-1954), SPD
- Karl Schreck (1873-1956), SPD
- Louise Schroeder (1887-1957), SPD
- Clara Schuch (1879-1936), SPD
- Walther Schücking (1875-1935), DDP
- Wilhelm Schümmer (1882-1930), Zentrum
- Georg Schultz (1860-1945), DNVP
- Heinrich Schulz (1872-1932), SPD
- Hermann Schulz (1872-1929), SPD
- Wilhelm Schulz (1870-??), SPD
- Gerhart von Schulze-Gaevernitz (1864-1943), DDP, entré en fonction le 12 avril 1919 en remplacement d’Hermann Dietrich
- Oswald Schumann (1865-1939), SPD
- Jean-Albert Schwarz (1873-1957), Zentrum
- Rudolf Schwarzer (1879-1964), Zentrum
- Friedrich Seger (1867-1928), USPD
- Friedrich-Wilhelm Semmler (1860-1931), DNVP
- Carl Severing (1875-1972), SPD
- Richard Seyfert (1862-1940), DDP
- Otto Sidow (1857-1927), SPD
- Karl Sietermann (??-??), DNVP, entré en fonction le 29 septembre 1919 en remplacement de Wilhelm Wallbaum
- Ernst Siehr (1869-1945), DDP
- Hermann Silberschmidt (1866-1927), SPD
- Anna Simon (1862-1926), SPD
- Georg Simon (1872-1944), SPD
- Josef Simon (1865-1949), USPD, jusqu’au 21 novembre 1919
- Hugo Sinzheimer (1875-1945), SPD
- Hans Sivkovich (1881-1968), DDP
- Wilhelm Sollmann (1881-1951), SPD
- Peter Spahn (1846-1925), Zentrum
- Emil Stahl (1879-1956), SPD
- Michael Stapfer (1871-1950), Zentrum
- Franz Starosson (1874-1919), SPD, décédé le 4 juillet 1919
- Adam Stegerwald (1874-1945), Zentrum
- Willy Steinkopf (1885-1953), SPD
- Otto Steinmayer (1876-1960), SPD
- Wilhelm Steinsdorff (1864-1938), DDP
- Johannes Stelling (1877-1933), SPD
- Christian Stock (1884-1967), SPD
- Otto Stolten (1853-1928), SPD
- Paul Stössel (1871-??), SPD, jusqu’au 2 février 1919
- Gustav Stresemann (1878-1929), DVP
- Franz Strzoda (1857-1927), Zentrum
- Daniel Stücklen (1869-1945), SPD
- Thomas Szczeponik (1860-1927), Zentrum

## T
- Theodor Tantzen (1877-1947), DDP, jusqu’au 31 octobre 1919
- Paul Taubadel (1875-1937), SPD
- Eugen Taucher (1863-1933), Zentrum, puis BVP à partir du 9 janvier 1920, jusqu’au 1er février 1920
- Johanna Tesch (1875-1945), SPD
- Christine Teusch (1888-1968), Zentrum
- Johannes Thabor (1878-1949), SPD
- Adolf Thiele (1853-1925), SPD
- Georg Thöne (1867-1945), SPD
- Detlef Thomsen (1880-1954), SHBLD apparenté DDP, jusqu’au 7 juillet 1919
- Franz Thurow (1867-1958), SPD, entré en fonction le 11 février 1919 en remplacement de Friedrich Ebert
- Gottfried Traub (1869-1956), DNVP
- Peter Tremmel (1876-1941), Zentrum
- Karl Trimborn (1854-1921), Zentrum
- Oskar Trinks (1873-1952), SPD

## U
- Carl Ulitzka (1873-1953), Zentrum
- Carl Ulrich (1853-1933), SPD

## V
- Karl Veidt (1879-1946), DNVP, jusqu’au 29 août 1919
- Wilhelm Vershofen (1878-1960), DDP
- Otto Vesper (1875-1923), SPD
- Johann Vogel (1881-1945), SPD
- Albert Vögler (1877-1945), DVP
- Wilhelm Vogt (1854-1938), DNVP
- Friedrich Voigt (1882-1945), SPD

## W
- Friedrich Wachhorst de Wente (1863-1939), DDP
- Felix Waldstein (1866-1943), DDP
- Wilhelm Wallbaum (1876-1933), DNVP, jusqu’au 29 septembre 1919
- Fritz Warmuth (1870-??), DNVP
- Helene Weber (1881-1962), Zentrum
- Victor Weidtmann (1853-1926), DVP
- Luitpold Weilnböck (1865-1944), DNVP
- Friedrich Weinhausen (1867-1925), DDP
- Konrad Weiß (1863-1943), DDP
- Franz Weixler (1870-1939), BVP, entré en fonction en mars 1920 en remplacement de Wilhelm Mayer
- Otto Wels (1872-1939), SPD
- Hugo Wendorff (1864-1945), DDP
- Johannes Wetzlich (1871-1922), DNVP
- Franz Wieber (1858-1933), Zentrum
- Philipp Wieland (1863-1949), DDP
- Karl Winkelmann (1865-1924), SPD
- August Winnefeld (1877-1947), DVP
- August Winnig (1878-1956), SPD, jusqu’au 3 janvier 1920
- Joseph Wirth (1879-1956), Zentrum
- Rudolf Wissell (1869-1962), SPD
- Franz Heinrich Witthoefft (1863-1941), DVP
- Theodor Wolff (1875-1922), SPD
- Emanuel Wurm (1857-1920), USPD, décédé le 3 mai 1920

## Z
- Constantin Zawadzki (1866-??), Zentrum
- Johann Anton Zehnter (1851-1922), Zentrum
- Marie Zettler (1885-1950), Zentrum
- Paul Ziegler (1871-??), DDP
- Luise Zietz (1865-1922), USPD
- Georg Zöphel (1869-??), DDP
- Fritz Zubeil (1848-1926), USPD

## Ressources